# 24-Stunden-Rennen von Spa-Francorchamps 2011

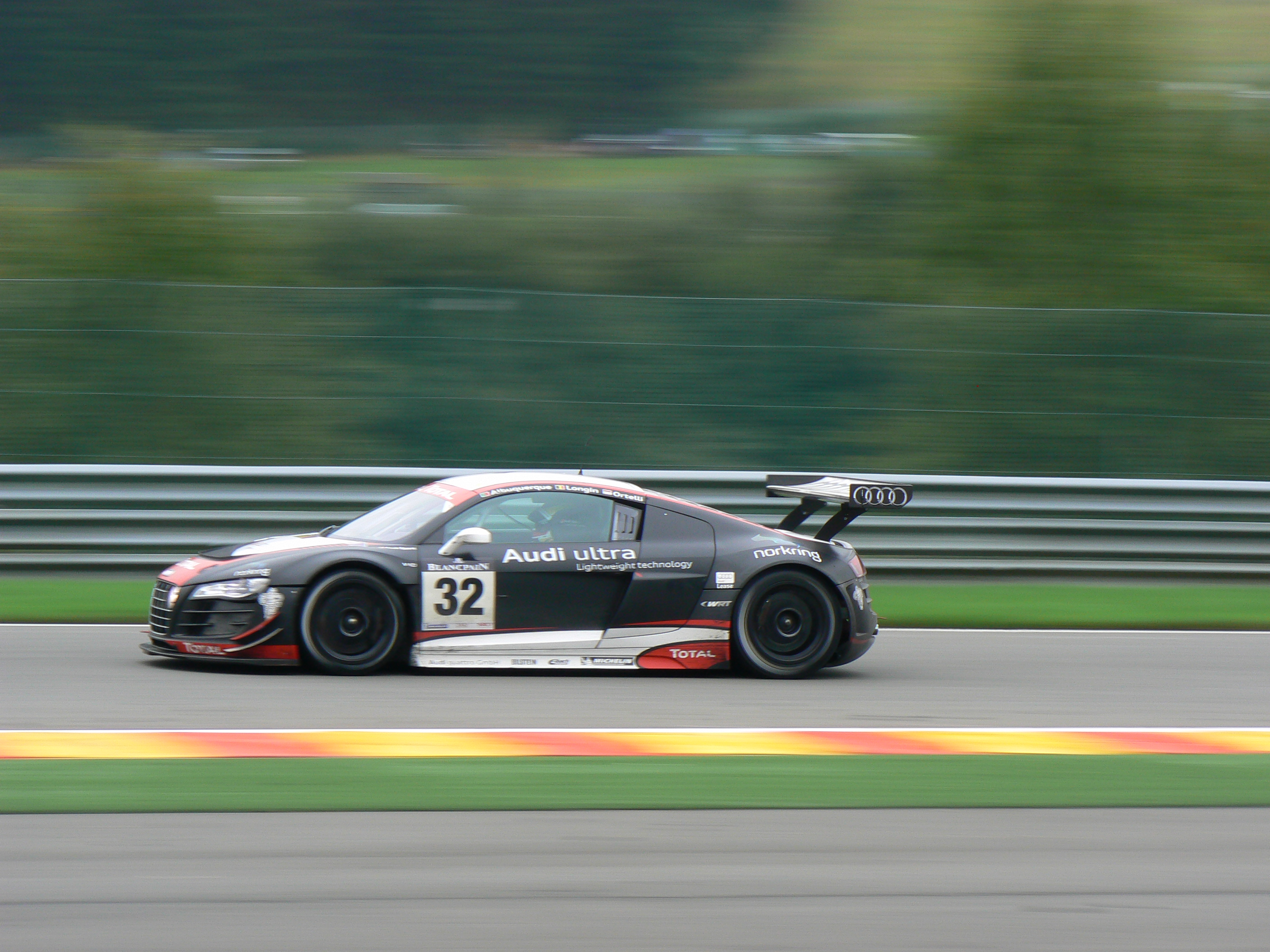
Der viertplatzierte Audi R8 LMS von Bert Longin, Filipe Albuquerque und Stéphane Ortelli

Das 63. 24-Stunden-Rennen von Spa-Francorchamps, auch Total Spa 24 Hours 2011, fand am 30. und 31. Juli 2011 auf dem Circuit de Spa-Francorchamps statt und war der dritte Wertungslauf der Blancpain Endurance Series dieses Jahres.

## Das Rennen
Die 63. Auflage des 24-Stunden-Rennens von Spa-Francorchamps endete mit dem Gesamtsieg des belgischen W Racing Teams, mit den Fahrern Gregory Franchi, Timo Scheider und Mattias Ekström. Es war der erste Spa-Gesamtsieg für den Audi R8 LMS. Im Ziel hatte das Trio einen Vorsprung von zwei Runden auf Edward Sandström, Dirk Werner und Claudia Hürtgen, die einen BMW Z4 GT3 fuhren. Als Gesamtdritte kamen Kenneth Heyer, Thomas Jäger und Stéphane Lémeret im Mercedes-Benz SLS AMG GT3 ins Ziel.

## Ergebnisse

### Schlussklassement
| 1               | GT3-Pro    | 33  | Audi Sport Team WRT               | Gregory Franchi Timo Scheider Mattias Ekström                                   | Audi R8 LMS                     | 545 |
| 2               | GT3-Pro    | 76  | Need for Speed Team Schubert      | Edward Sandström Dirk Werner Claudia Hürtgen                                    | BMW Z4 GT3                      | 543 |
| 3               | GT3-Pro    | 35  | Black Falcon                      | Kenneth Heyer Thomas Jäger Stéphane Lémeret                                     | Mercedes-Benz SLS AMG GT3       | 535 |
| 4               | GT3-Pro    | 32  | Audi Sport Team WRT               | Bert Longin Filipe Albuquerque Stéphane Ortelli                                 | Audi R8 LMS                     | 534 |
| 5               | GT3-Pro    | 29  | Vita4One                          | Matteo Bobbi Giacomo Petrobelli Frank Kechele                                   | Ferrari 458 Italia GT3          | 531 |
| 6               | GT3-Pro-Am | 20  | SOFREV Auto Sport Promotion       | Franck Morel Jean-Luc Beaubélique Ludovic Badey Guillaume Moreau                | Ferrari 458 Italia GT3          | 530 |
| 7               | GT3-Pro-Am | 90  | Team Preci-Spark                  | David Jones Godfrey Jones Mike Jordan                                           | Mercedes-Benz SLS AMG GT3       | 529 |
| 8               | GT3-Pro    | 3   | Hexis AMR                         | Pierre-Brice Mena Julien Rodrigues Yann Clairay                                 | Aston Martin DBRS9              | 527 |
| 9               | GT3-Pro-Am | 50  | AF Corse                          | Jack Gerber Matt Griffin Niki Cadei Marco Cioci                                 | Ferrari 458 Italia GT3          | 526 |
| 10              | GT3-Pro-Am | 43  | Faster Racing by DB Motorsport    | Jeroen de Boer Simon Knap David Hart                                            | BMW Z4 GT3                      | 521 |
| 11              | GT3-Pro    | 41  | Marc VDS Racing Team              | Markus Palttala Antoine Leclerc Jonathan Hirschi                                | Ford GT GT3                     | 521 |
| 12              | GT3-Pro-Am | 38  | Black Falcon                      | Andrii Lebed Bret Curtis Peter van der Kolk Jeroen van der Heuvel               | Mercedes-Benz SLS AMG GT3       | 518 |
| 13              | GT3-Pro-Am | 23  | United Autosports                 | Zak Brown Richard Dean Johnny Herbert Stefan Johansson                          | Audi R8 LMS                     | 512 |
| 14              | GT3-Pro    | 98  | Audi Sport Team Phoenix           | Marcel Fässler Andrea Piccini Mike Rockenfeller                                 | Audi R8 LMS                     | 510 |
| 15              | GT3-Pro    | 4   | Hexis AMR                         | Henri Moser Stef Dusseldorp Frédéric Makowiecki                                 | Aston Martin DBRS9              | 510 |
| 16              | GT3-Pro-Am | 16  | KRK Racing Team Holland           | Raf Vanthoor Marius Ritskes Bernhard van Oranje Dennis Retera                   | Mercedes-Benz SLS AMG GT3       | 504 |
| 17              | GT3-Gent   | 19  | Level Racing                      | Philippe Broodcoren Christoff Corten Kurt Dujardin Mathijs Herkema              | Porsche 997 GT3 Cup S           | 493 |
| 18              | GT3-Gent   | 124 | Mühlner Motorsport                | Sebastian Asch Tim Bergmeister Jochen Krumbach Martin Rich                      | Porsche 997 GT3 Cup S           | 493 |
| 19              | GT3-Pro-Am | 12  | United Autosports                 | Arie Luyendyk Alain Li Richard Meins Henri Richard                              | Audi R8 LMS                     | 490 |
| 20              | GT3-Pro-Am | 79  | Ecurie Ecosse                     | Oliver Bryant Andrew Smith Alasdair McCaig Joe Twyman                           | Aston Martin DBRS9              | 489 |
| 21              | GT4        | 63  | RJN Motorsport                    | Jordan Tresson Christopher Ward Alex Buncombe                                   | Nissan 370Z GT4                 | 476 |
| 22              | GT3-Gent   | 116 | Signa Motorsport                  | Patrick Chaillet Thierry de Latre du Bosqueau Benoit Galand Christophe Geoffroy | Dodge Viper Competition Coupe   | 473 |
| 23              | GT3-Pro-Am | 60  | McLaren GT von Ryan Racing        | Adam Christodoulou Glynn Geddie Phil Quaife Roger Wills                         | McLaren MP4-12C GT3             | 469 |
| 24              | GT3-Gent   | 82  | GCR                               | Dominique Nury Bernard Salam Jean-Marc Merlin Guy Clairay                       | Dodge Viper Competition Coupe   | 467 |
| 25              | GT4        | 100 | DVB Racing                        | Christophe Legrand Raffaele Sangiuolo Giuseppe de Pasquale Wolfgang Haugg       | BMW M3 GT4                      | 465 |
| 26              | GT3-Pro-Am | 92  | Marc VDS Racing Team              | Marc Duez Jean-Michel Martin Éric Bachelart                                     | Ford Mustang Marc VDS GT3       | 444 |
| 27              | Cup        | 57  | RMS                               | Manuel Nicolaïdis Fabio Spirgi Richard Feller Olivier Baron                     | Porsche 997 GT3 Cup             | 442 |
| 28              | GT3-Gent   | 85  | VDS Racing Aventures              | Raphaël van der Straten José Close Julien Schroyen Benjamin Bailly              | Ford Mustang FR500 GT3          | 437 |
| 29              | Cup        | 161 | Freeman Gepa 161                  | Pascal Muller Patrick Geladé Didier Grandjean Dominique Sandona                 | Porsche 997 GT3 Cup             | 405 |
| Disqualifiziert |            |     |                                   |                                                                                 |                                 |     |
| 30              | GT3-Pro-Am | 2   | Vita4One                          | Niek Hommerson Louis Machiels Michael Bartels Andrea Bertolini                  | Ferrari 458 Italia GT3          | 401 |
| Ausgefallen     |            |     |                                   |                                                                                 |                                 |     |
| 31              | GT3-Pro-Am | 888 | Haribo Team Manthey               | Richard Westbrook Christian Menzel Mike Stursberg Hans Guido Riegel             | Porsche 997 GT3-R               | 485 |
| 32              | Cup        | 56  | RMS                               | Marc Faggionato Thierry Prignaud Thierry Stépec Franck Racinet                  | Porsche 997 GT3 Cup             | 470 |
| 33              | GT3-Pro-Am | 44  | Faster Racing by DB Motorsport    | Hoevert Vos Harrie Kolen Xavier Maassen Archie Hamilton                         | BMW Z4 GT3                      | 432 |
| 34              | GT3-Pro    | 10  | SOFREV Auto Sport Promotion       | Patrice Goueslard Olivier Pla Julien Jousse                                     | Ferrari 458 Italia GT3          | 374 |
| 35              | GT3-Pro-Am | 55  | Graff Racing                      | Philippe Haezebrouck Mike Parisy Gilles Vannelet Massimo Vignali                | Mercedes-Benz SLS AMG GT3       | 367 |
| 36              | GT3-Pro-Am | 54  | Graff Racing                      | Olivier Panis Eric Debard Grégoire Demoustier Nicolas Lapierre                  | Mercedes-Benz SLS AMG GT3       | 364 |
| 37              | GT3-Pro    | 75  | Prospeed Competition              | Jan Heylen Marc Goossens Maxime Soulet                                          | Porsche 997 GT3-R               | 331 |
| 38              | GT3-Pro-Am | 6   | Rhino's Leipert Motorsport        | Ricardo Bravo Lourenço Beirão da Veiga Duarte Félix da Costa Mika Vähämäki      | Lamborghini Gallardo LP600+ GT3 | 329 |
| 39              | GT3-Gent   | 22  | Sport Garage                      | Lionel Comole André Alain Corbel Thomas Duchêne Eric Vaissière                  | Ferrari 430 Scuderia GT3        | 319 |
| 40              | GT4        | 70  | Lotus Sport Italia                | Gianni Giudici Edoardo Piscopo Greg Mansell Leo Mansell                         | Lotus Evora GT4                 | 315 |
| 41              | GT3-Pro    | 1   | Vita4One                          | Jean Karl Vernay Eric van de Poele Nico Verdonck                                | Ferrari 458 Italia GT3          | 251 |
| 42              | Cup        | 36  | De Lorenzi Racing                 | Sergio Negroni Stefano Crotti Roberto Fecchio Giorgio Piodi                     | Porsche 997 GT3 Cup             | 239 |
| 43              | GT4        | 103 | Speed Lover                       | Christophe Bigourie Sven van Laere Peter van Audenhove René Marin               | Aston Martin V8 Vantage GT4     | 235 |
| 44              | GT3-Pro    | 9   | AutOrlando Sport                  | Paolo Ruberti Gianluca Roda Raffaele Giammaria                                  | Porsche 997 GT3-R               | 233 |
| 45              | GT3-Pro    | 99  | Audi Sport Team Phoenix           | Marc Basseng Christopher Haase Frank Stippler                                   | Audi R8 LMS                     | 224 |
| 46              | GT3-Pro-Am | 26  | Delahaye Racing                   | Frédéric Bouvy Damien Coens Christian Kelders Jean-Luc Blanchemain              | Chevrolet Corvette Z06.R        | 215 |
| 47              | Cup        | 104 | Speed Lover                       | Michel de Coster Rik Renmans Oskar Slingerland Tom Langeberg                    | Porsche 997 GT3 Cup             | 200 |
| 48              | GT3-Pro-Am | 42  | Sport Garage                      | Éric Cayrolle Christophe Jouet Michaël Petit Romain Brandela                    | Ferrari 430 Scuderia GT3        | 160 |
| 49              | GT3-Pro-Am | 008 | GPR Aston Martin Racing           | Eddy Renard Gavin Pickering Tomáš Enge Jan Stoviček                             | Aston Martin DBRS9              | 154 |
| 50              | GT3-Pro    | 15  | KRK Racing Team Holland           | Mike Hezemans Koen Wauters Anthony Kumpen                                       | Mercedes-Benz SLS AMG GT3       | 151 |
| 51              | GT3-Pro-Am | 45  | Gulf Team First                   | Andrea Barlesi Frédéric Fatien Fabien Giroix Karim Al-Azhari                    | Lamborghini Gallardo LP600+ GT3 | 136 |
| 52              | GT3-Pro-Am | 123 | Mühlner Motorsport                | Armand Fumal Jérôme Thiry Christian Lefort Carl Rosenblad                       | Porsche 997 GT3-R               | 131 |
| 53              | GT3-Pro-Am | 18  | De Lorenzi Racing                 | Gianluca de Lorenzi Alessandro Bonetti Beniamino Caccia Lorenzo Bontempelli     | Porsche 997 GT3-R               | 128 |
| 54              | GT3-Pro-Am | 11  | United Autosports                 | Mark Blundell Mark Patterson Eddie Cheever III Matthew Bell                     | Audi R8 LMS                     | 112 |
| 55              | GT3-Pro    | 40  | Marc VDS Racing Team              | Marc Hennerici Maxime Martin Bas Leinders                                       | BMW Z4 GT3                      | 102 |
| 56              | GT3-Pro    | 58  | CRS Racing McLaren GT             | Rob Bell Chris Goodwin Tim Mullen                                               | McLaren MP4-12C GT3             | 88  |
| 57              | GT3-Pro-Am | 51  | AF Corse                          | Yannick Mallegol Jean-Marc Bachelier Howard Blank                               | Ferrari 458 Italia GT3          | 69  |
| 58              | GT3-Pro-Am | 24  | Blancpain Reiter Engineering      | Marc Hayek Peter Kox Jos Menten                                                 | Lamborghini Gallardo LP600+ GT3 | 65  |
| 59              | GT3-Pro-Am | 74  | Prospeed Competition              | Paul van Splunteren Bryce Miller Nicolas De Crem Ludovic Sougnez                | Porsche 997 GT3-R               | 43  |
| 60              | GT3-Pro    | 25  | Blancpain Reiter Engineering      | Eugenio Amos Nikolaus Mayr-Melnhof Albert von Thurn und Taxis                   | Lamborghini Gallardo LP600+ GT3 | 36  |
| 61              | GT3-Gent   | 78  | GPR Aston Martin Racing Grivegnée | Pierre Grivegnée Jean-Pierre van de Wauwer Alex van de Poele                    | Aston Martin DBRS9              | 19  |
| 62              | GT3-Pro    | 59  | CRS Racing McLaren GT             | Andrew Kirkaldy Oliver Turvey Álvaro Parente                                    | McLaren MP4-12C GT3             | 2   |

### Nur in der Meldeliste
Zu diesem Rennen sind keine weiteren Meldungen bekannt.

### Klassensieger
| Klasse     | Fahrer              | Fahrer               | Fahrer          | Fahrer           | Fahrzeug               | Platzierung im Gesamtklassement |
| ---------- | ------------------- | -------------------- | --------------- | ---------------- | ---------------------- | ------------------------------- |
| GT3-Pro    | Gregory Franchi     | Timo Scheider        | Mattias Ekström |                  | Audi R8 LMS            | Gesamtsieg                      |
| GT3-Pro-Am | Franck Morel        | Jean-Luc Beaubélique | Ludovic Badey   | Guillaume Moreau | Ferrari 458 Italia GT3 | Rang 6                          |
| GT3-Gent   | Philippe Broodcoren | Christoff Corten     | Kurt Dujardin   | Mathijs Herkema  | Porsche 997 GT3 Cup S  | Rang 17                         |
| GT4        | Jordan Tresson      | Christopher Ward     | Alex Buncombe   |                  | Nissan 370Z GT4        | Rang 21                         |
| Cup        | Manuel Nicolaïdis   | Fabio Spirgi         | Richard Feller  | Olivier Baron    | Porsche 997 GT3 Cup    | Rang 27                         |

### Renndaten
- Gemeldet: 62
- Gestartet: 62
- Gewertet: 30
- Rennklassen: 5
- Zuschauer: unbekannt
- Wetter am Renntag: heiß, erst trocken, später leichter Regen
- Streckenlänge: 7,004 km
- Fahrzeit des Siegerteams: 24:01:22,333 Stunden
- Gesamtrunden des Siegerteams: 545
- Gesamtdistanz des Siegerteams: 3565,036 km
- Siegerschnitt: 158,900 km/h
- Pole Position: Maxime Martin – BMW Z4 GT3 (#40) – 2:24,488
- Schnellste Rennrunde: Marcel Fässler – Audi R8 LMS (#98) – 2:20,286
- Rennserie: 3. Lauf zur Blancpain GT Series 2011